# Historia de la provincia de Burgos

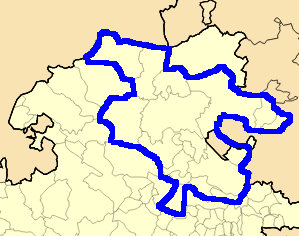
Límites aproximados del área Paterniani, el área geográfica en la que pudo originarse Castilla.

La provincia de Burgos (Castilla y León, España) es llamada «cabeza de Castilla» porque en ella se fundó el Reino de Castilla. Su capital dispone de un importante patrimonio histórico-artístico entre el que se encuentra su catedral. Aparte de Burgos, existen dos núcleos industriales importantes: el de Aranda de Duero y el de Miranda de Ebro, este último, el segundo más importante de la provincia después de la capital.
Tras el reciente descubrimiento e investigación de los Cartularios de Valpuesta, de discutidísima autenticidad, la provincia de Burgos entra en lid con la Comunidad Autónoma de La Rioja por ser considerada como la Cuna del Castellano. El estatuto de autonomía de Castilla y León los menciona en su articulado como uno de los textos con las huellas más primitivas de la lengua castellana.
La provincia de Burgos, en el sentído político actual del término, nace como todas ellas en la división provincial de 1833 de Javier de Burgos, existiendo otras estructuras con sede en esta ciudad. A continuación se exponen distintas entidades que han tenido como cabeza la ciudad de Burgos, algunas de las cuales llevaban por ese motivo su nombre.

## Merindad mayor de Castilla
En el libro Becerro de las Behetrías de Castilla figura la gran merindad mayor de Castilla subdividida en 19 merindades menores, una de las cuales llevaba el nombre de Merindad de Burgos con río de Ubierna, cuyo merino residía en la ciudad de Burgos.
Esta división administrativa continúa vigente durante toda la Edad Media.

## Jurisdicción a finales del siglo XIV
La jurisdicción de Burgos, hacia finales del siglo XIV, se extendía a muchos lugares, en parte concedidos por los reyes, a causa de grandes servicios que les habían sido hechos por aquella ciudad, coincidentes con los intereses de los comerciantes:
- Miranda y Pancorbo, controlan los pasos hacia el puerto de Bilbao, desde donde se exportaban las lanas.
- Lara y Barbadillo, en la ruta lanera de las serranías ibéricas.
- Muñó, Mazuela y Pampliega, en la ruta hacia las ferias de Medina del Campo.

## Finales siglo XVI

Provincias fiscales de la Corona de Castilla en 1590 tomado de J. Burgueño (1996): Geografía política de la España constitucional. La división provincial

A partir del censo de las provincias ordinarias y partidos de la Corona de Castilla, o Censo de los Millones, realizado en 1591, podemos ver como Burgos, una de las 18 ciudades con derecho a voto en Cortes, aparece como cabeza de una provincia muy extensa subdividida en tres partidos o provincias: Burgos, Trasmiera y Tierras del Condestable, abarcando la totalidad de actual comunidad de Cantabria, la actual provincia hasta el Duero, la mitad de actual comunidad de La Rioja, así como algunos municipios en las actuales provincias de Asturias, Valladolid, Palencia, Soria y Zamora.
Durante la guerra de las Comunidades, la ciudad de Burgos procede al repartimiento de gente de guerra para acudir a la batalla de Villalar. Este documento obrante en el Archivo Municipal de Burgos, tiene su interés por la definición de pueblos, lugares y comarcas, señalando sus respectivos tratamientos. 
Esta circunscripción con cabeza en la ciudad tenía un carácter principalmente fiscal recaudatorio, más que gubernativo, por lo que no se debe confundir con el concepto de provincia actual.

## Los Corregimientos
Mientras las provincias tenían un objeto recaudatorio, en lo gubernativo y jurisdiccional la división territorial de la Corona de Castilla apenas supera el ámbito municipal, y únicamente en los realengos hay una agrupación en corregimientos. Durante los siglos XV a XVII encontramos seis:
- Laredo y las Cuatro Villas de la Costa.
- Villarcayo o de las Siete Merindades de Castilla Vieja
- Burgos
- Santo Domingo de la Calzada
- Logroño
- Aranda-Sepúlveda.

## La Intendencia del siglo XVIII
Por orden del rey Fernando VI a propuesta de su ministro el Marqués de la Ensenada y desde 1749 se realizó, en los 15.000 lugares con que contaba la Corona de Castilla (entre los que no se cuentan los de las provincias vascongadas, por estar exentas de impuestos), una minuciosa averiguación conocida como Catastro de Ensenada. El vecindario correspondiente a la Intendencia de Burgos fue elaborado en 1759, pero sus datos se refieren al período 1750-1753, años en que se llevan a cabo las averiguaciones catastrales en la provincia. Catastro de Ensenada. Buscador de Localidades.
| Partido                     | Nobles   | Pecheros | Total     | Eclesiásticos |
| --------------------------- | -------- | -------- | --------- | ------------- |
| Burgos                      | 858,5    | 3.418,0  | 5.984,0   | 387           |
| Bureba                      | 1.743,5  | 2.382,5  | 5.053     | 269           |
| Castrojeriz                 | 91,5     | 3.425,5  | 5.731     | 308           |
| Candemuño                   | 196,5    | 3.902,5  | 5.303,5   | 239           |
| Villadiego                  | 263,5    | 2.289,0  | 3.451,5   | 189           |
| Juarros                     | 251,0    | 2.709,5  | 3.359,5   | 162           |
| Miranda                     | 423,5    | 610      | 1.237,5   | 123           |
| Castilla la Vieja en Burgos | 1.256,5  | 152      | 1.580,0   | 94            |
| Castilla la Vieja en Laredo | 4.840,5  | 806,9    | 6.141,5   | 213           |
| Santo Domingo               | 1.620,5  | 3.471,0  | 7.414,5   | 433           |
| Logroño                     | 1.394,5  | 4.796,0  | 9.994,5   | 503           |
| Aranda                      | 500,5    | 7.546,5  | 12.090,0  | 320           |
| Laredo                      | 25.754,0 | 2.073,0  | 33.559,0  | 834           |
| Villalpando                 | 29,5     | 802,5    | 1.205,0   | 52            |
| Total                       | 39.224,0 | 38.384,0 | 102.104,0 | 4.126         |

El Conde de Floridablanca el 22 de marzo de 1785 solicitaba de todos los intendentes una puntual relación de todas las jurisdicciones inferiores y lugares de su intendencia, documento conocido como Censo de Floridablanca de 1787. La de Burgos ocupaba los partidos de Burgos, Bureba, Can de Muñó, Castilla la Vieja en Burgos, Castilla la Vieja en Laredo, Castrojeriz, Juarros, Miranda de Ebro, Villadiego, Corregimiento de las Merindades de Castilla la Vieja, Aranda, Laredo, Merindad de Trasmiera, Provincia de Liébana, Valles de Asturias de Santillana, Logroño y Santo Domingo de la Calzada.

## Nace la provincia de Burgos

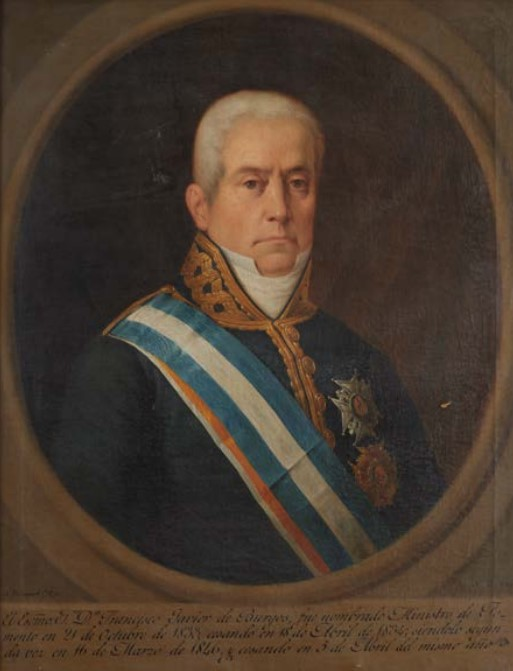
Javier de Burgos en un grabado del siglo XIX.

Tras el fallecimiento de Fernando VII la Reina Regente designa Secretario de Fomento a Javier de Burgos encomendándole como tarea la división civil del territorio español. Estos son los límites que conocemos desde 1833:

"Por el N. limita esta provincia con la de Santander; poe el E. con las de Vizacya, Alava, Logroño y Soria; por el S. con esta última y la de Segovia, y por el O. con las de Valladolid y Palencia."

"Su límite E. empieza de la Peña de Ordunte, y sigue la línea divisoria actual del Valle de Mena y de Tudela, que quedan para esta provincia con al del señorío de Vizcaya y Alava, hasta nuestra señora de Herrera en la margen derecha del Ebro; corre luego por la línea divisoria de la nueva provincia de Logroño, por los montes Obarenes, S. de Pancorbo, O. de Foncea, por entre Altable y San Millán de Yécora, Treviana y Valluércanes; atraviesa el Tirón en la confluencia con el rio Lachigo y continúa por el E. de Espinosa del Monte de Rioja y de Pradilla a buscar el río Tirón, por cuya margen derecha sigue hasta su origen, pasa por el puerto de la Demanda, entre Canales y Huerta de la Sierra y origen del rio Neila. Luego va por el pico de Urbión, S. de Regumiel de Canicosa a buscar los cerros que se paran de la provincia de Soria a Aldea de Ontoria, Ontoria del Pinar y Navas del Pinar de Ontoria, que quedan para esta provincia. Psa después por entre la Gallega y Espejón, San Asensio y Huerta del Rey, Alcubilla de Avellaneda, Hinojal del Rey, Alcoba de la Torre y Brazacorta a buscar el monte que da origen al rio Pilde, y continúa hasta el puente de Lavid, donde termina.  "

"El límite S. principia en este punto, quedando Lavid para esta provincia, y sigue por el O. de Santa Cruz de la Salceda, de Fuentelcésped Valdeherreros, Milagros y Pardilla de Moradillo, La Sequera , Valdezate y Nava de Roa donde termina."

"El límite O. empieza aquí, y sigue por el O. de San Martín de Rubiales, la antigua divisoria hasta pasado el Peral; atraviesa el río Arlanza al O. de este pueblo, y contnua por el E. de Palencia. Cruza el Arlanzón y la carretera de Burgos a Valladolid al E. de Villodrigo, y va al encuentro de la margen derecha del Pisuerga, mas abajo de la confrontación de Astudillo. Sigue luego por la orilla de dicho río hasta poco mas allá de Herrera de Pisuerga, y continúa quedando el Canal de Castilla en la provincia de Plaencia, poe el E. de Alar del Rey, hasta Báscones de Ebro donde termina. "

"El límite N. sigue por la actual línea divisoria del partido de Reinosa, que queda para Santander, y la de las Merindades de Castilla y Valle de Mena, que quedan para esta provincia, hasta el monte o peña Orduntedonde termina. "

## Los 726 municipios de 1843
El primer cuadro municipal tras el arraigo de los ayuntamientos constitucionales es el que nos ofrece Pascual Madoz en su Diccionario Geográfico-Estadístico-Histórico de España.1845-1850. La provincia de Burgos contaba entonces con doce partidos judiciales:
| Partido Judicial      | Pueblos | Ayuntamientos | Anexos | Pob. (INE 1843) | Suprimidos | Restantes | Pob. (INE 1858) |
| --------------------- | ------- | ------------- | ------ | --------------- | ---------- | --------- | --------------- |
| Aranda de Duero       | 44      | 41            | 3      | 18.025          | 6          | 35        | 29.337          |
| Belorado              | 60      | 58            | 2      | 10.061          | 21         | 37        | 19.055          |
| Briviesca             | 92      | 88            | 4      | 15.492          | 33         | 55        | 28.298          |
| Burgos                | 161     | 151           | 10     | 36.631          | 45         | 106       | 26.086          |
| Castrojeriz           | 49      | 49            | 0      | 16.747          | 7          | 42        | 24.193          |
| Lerma                 | 74      | 74            | 0      | 15.627          | 21         | 53        | 29.628          |
| Miranda de Ebro       | 78      | 30            | 48     | 8.969           | 11         | 19        | 15.805          |
| Roa                   | 27      | 27            | 0      | 11.340          | 0          | 27        | 17.166          |
| Salas de los Infantes | 79      | 56            | 23     | 13.587          | 7          | 50        | 26.772          |
| Sedano                | 89      | 47            | 42     | 4.577           | 21         | 25        | 13.416          |
| Villadiego            | 101     | 76            | 25     | 7.396           | 42         | 38        | 16.369          |
| Villarcayo            | 360     | 29            | 331    | 20.600          | 5          | 28        | 49.461          |
| Total                 | 1.214   | 726           | 488    | 179.052         | 219        | 515       | 295.586         |